# Bar-sur-Aube (quận)
Quận Bar-sur-Aube là một quận của Pháp, nằm ở tỉnh Aube, ở vùng Grand Est. Quận này có 5 tổng và 104 xã.

## Các đơn vị hành chính

### Các tổng
Các tổng của quận Bar-sur-Aube là: 
1. Bar-sur-Aube
2. Brienne-le-Château
3. Chavanges
4. Soulaines-Dhuys
5. Vendeuvre-sur-Barse

### Các xã
Các xã của quận Bar-sur-Aube, và their INSEE codes là: 
| 1. Ailleville (10002)                    | 2. Amance (10005)                    | 3. Arconville (10007)                 |
| 4. Argançon (10008)                      | 5. Arrembécourt (10010)              | 6. Arrentières (10011)                |
| 7. Arsonval (10012)                      | 8. Aulnay (10017)                    | 9. Bailly-le-Franc (10026)            |
| 10. Balignicourt (10027)                 | 11. Bar-sur-Aube (10033)             | 12. Baroville (10032)                 |
| 13. Bayel (10035)                        | 14. Bergères (10039)                 | 15. Blaincourt-sur-Aube (10046)       |
| 16. Blignicourt (10047)                  | 17. Bligny (10048)                   | 18. Bossancourt (10050)               |
| 19. Braux (10059)                        | 20. Brienne-la-Vieille (10063)       | 21. Brienne-le-Château (10064)        |
| 22. Bétignicourt (10044)                 | 23. Chalette-sur-Voire (10073)       | 24. Champ-sur-Barse (10078)           |
| 25. Champignol-lez-Mondeville (10076)    | 26. Chaumesnil (10093)               | 27. Chavanges (10094)                 |
| 28. Colombé-la-Fosse (10102)             | 29. Colombé-le-Sec (10103)           | 30. Courcelles-sur-Voire (10105)      |
| 31. Couvignon (10113)                    | 32. Crespy-le-Neuf (10117)           | 33. Dienville (10123)                 |
| 34. Dolancourt (10126)                   | 35. Donnement (10128)                | 36. Engente (10137)                   |
| 37. Fontaine (10150)                     | 38. Fravaux (10160)                  | 39. Fresnay (10161)                   |
| 40. Fuligny (10163)                      | 41. Hampigny (10171)                 | 42. Jasseines (10175)                 |
| 43. Jaucourt (10176)                     | 44. Jessains (10178)                 | 45. Joncreuil (10180)                 |
| 46. Juvancourt (10182)                   | 47. Juvanzé (10183)                  | 48. Juzanvigny (10184)                |
| 49. La Chaise (10072)                    | 50. La Loge-aux-Chèvres (10200)      | 51. La Rothière (10327)               |
| 52. La Ville-aux-Bois (10411)            | 53. La Villeneuve-au-Chêne (10423)   | 54. Lassicourt (10189)                |
| 55. Lentilles (10192)                    | 56. Lesmont (10193)                  | 57. Lignol-le-Château (10197)         |
| 58. Longchamp-sur-Aujon (10203)          | 59. Lévigny (10194)                  | 60. Magnicourt (10214)                |
| 61. Magny-Fouchard (10215)               | 62. Maison-des-Champs (10217)        | 63. Maisons-lès-Soulaines (10219)     |
| 64. Maizières-lès-Brienne (10221)        | 65. Mathaux (10228)                  | 66. Meurville (10242)                 |
| 67. Molins-sur-Aube (10243)              | 68. Montier-en-l'Isle (10250)        | 69. Montmorency-Beaufort (10253)      |
| 70. Morvilliers (10258)                  | 71. Pars-lès-Chavanges (10279)       | 72. Pel-et-Der (10283)                |
| 73. Perthes-lès-Brienne (10285)          | 74. Petit-Mesnil (10286)             | 75. Proverville (10306)               |
| 76. Précy-Notre-Dame (10303)             | 77. Précy-Saint-Martin (10304)       | 78. Radonvilliers (10313)             |
| 79. Rances (10315)                       | 80. Rosnay-l'Hôpital (10326)         | 81. Rouvres-les-Vignes (10330)        |
| 82. Saint-Christophe-Dodinicourt (10337) | 83. Saint-Léger-sous-Brienne (10345) | 84. Saint-Léger-sous-Margerie (10346) |
| 85. Saulcy (10366)                       | 86. Soulaines-Dhuys (10372)          | 87. Spoy (10374)                      |
| 88. Thil (10377)                         | 89. Thors (10378)                    | 90. Trannes (10384)                   |
| 91. Unienville (10389)                   | 92. Urville (10390)                  | 93. Vallentigny (10393)               |
| 94. Vauchonvilliers (10397)              | 95. Vendeuvre-sur-Barse (10401)      | 96. Vernonvilliers (10403)            |
| 97. Ville-sous-la-Ferté (10426)          | 98. Ville-sur-Terre (10428)          | 99. Villeret (10424)                  |
| 100. Voigny (10440)                      | 101. Yèvres-le-Petit (10445)         | 102. Éclance (10135)                  |
| 103. Épagne (10138)                      | 104. Épothémont (10139)              |                                       |